# إتش واين لايت
إتش واين لايت (بالإنجليزية: H. Wayne Light)‏ هو عالم نفس أمريكي، ولد في 1945.